# Wiesław Olszewski (historyk)
Wiesław Marian Olszewski (ur. 4 grudnia 1956, zm. 22 października 2015 w Poznaniu) – profesor zw. dr hab., polski historyk, podróżnik.

## Życiorys
Syn Mariana i Gertrudy. W 1979 ukończył studia w Instytucie Historii Uniwersytetu im. Adama Mickiewicza i podjął pracę na tejże uczelni.
Specjalizował się w dziejach krajów Dalekiego Wschodu i obszaru Pacyfiku, kolonializmie XIX–XX wieku. Doktorat w 1984 na podstawie rozprawy Polityka kolonialna Francji w Indochinach w latach 1858–1907 (promotor: Antoni Czubiński). Habilitacja w 1992 na podstawie rozprawy Historia Wietnamu; profesor tyt. od 1998, profesor zwyczajny od 2007.
Był promotorem 4 rozpraw doktorskich.
Odbył liczne podróże do krajów Azji, Afryki, Australii i Ameryki Środkowej.
Zajmował się również historią regionalną, czego rezultatem były opracowania cmentarzy wojennych w Poznaniu i Strzałkowie.
Był wielokrotnym gościem programu TVP 2 „Podróże z żartem”.
Został pochowany na Cmentarzu Junikowo w Poznaniu.

## Publikacje
- W kręgu złotego smoka (1987)
- Polityka kolonialna Francji w Indochinach w latach 1858–1908 (1988)
- Historia Wietnamu (1991) ISBN 83-04-03550-2.
- Historia powszechna 1939-1994  (wraz z Antonim Czubińskim, 1995)
- Historia Australii (1997)
- Historia powszechna 1939-1997 : podręcznik dla studentów historii i nauk politycznych (wraz z Antonim Czubińskim, 1998)
- Świat po roku 1945 (2 Cz. 2000)
- Kanibale i święci (2001)
- Wiesław Olszewski: Chiny. Zarys kultury. Poznań: Wydawnictwo Naukowe UAM, 2003. ISBN 83-232-1272-4. Brak numerów stron w książce
- Garnison Ehrenfriedhof 1914-1918 in Posen (2008)
- Cmentarze na stokach Poznańskiej Cytadeli  (2008)
- Dzieje współczesnego świata od 1939 roku  (2009)
- Lista strat Powstania Wielkopolskiego od 27.12.1918 r. do 8.03.1920 r.  (wraz z Łukaszem Jastrząbem 2009)
- Lista strat Powstania Wielkopolskiego od 27 grudnia 1918 r. do 8 marca 1920 r. Ze słowem wstępnym Lecha Kaczyńskiego Prezydenta Rzeczypospolitej Polskiej, wyd. II zmienione i uzupełnione (wraz z Łukaszem Jastrząbem 2009)
- Mroczny kontynent Afryka  (2009)
- Po obu stronach słupów Heraklesa: Hiszpania i Maroko (2011)
- Jeńcy i internowani zmarli w obozie Strzałkowo w latach 1915-1921 (2012)
- Przez Afrykę Środkową (2014), powieść

## Odznaczenia
- Krzyż Kawalerski Orderu Odrodzenia Polski (2003)[4]
- Krzyż Oficerski Orderu Odrodzenia Polski (2012)[5]
- Order Przyjaźni (Wietnam, 1994)
- Order Przyjaźni (Rosja, 2013)[6]